# Frans Leijnse
Frans Leijnse (Rotterdam, 8 december 1947) is een Nederlands politicus. Hij was namens de Partij van de Arbeid (PvdA) lid van de Tweede Kamer van 1984 tot 1994 en van de Eerste Kamer van 2003 tot 2011.
Frans Leijnse zat tot juni 1965 op de Johan van Oldenbarnevelt HBS te Rotterdam. Daarna studeerde hij sociologie aan de Rijksuniversiteit Leiden. Hij was aanvankelijk werkzaam als wetenschappelijk medewerker op de Rijksuniversiteit Groningen en Universiteit Leiden, waarna hij in dienst trad als secretariaatsmedewerker van de Sociaal-Economische Raad. In 1984 kwam hij in de Tweede Kamer. Hij was woordvoerder sociale zaken en ambtenarenzaken en van 1989 tot 1994 vicefractievoorzitter. In 1992 baarde Leijnse opzien door tijdens een toespraak de WAO-plannen van het kabinet-Lubbers III af te wijzen. Hiermee zette hij de verhoudingen tussen zijn fractie en het kabinet, waaraan zijn partij deelnam, op scherp.
Na de verkiezingen van 1994 verdween hij uit het parlement. Hij was inmiddels al hoogleraar bedrijfskunde aan de Erasmus Universiteit Rotterdam. In 1998 werd Leijnse voorzitter van de HBO-raad, hetgeen hij tot december 2004 zou blijven. In 2003 keerde hij terug in de politiek, als lid van de Eerste Kamer. Eerder dat jaar slaagde hij als informateur er niet in een kabinet te smeden tussen CDA en PvdA.
Sinds juni 2007 is Leijnse hoogleraar onderwijs en arbeidsmarkt aan de Open Universiteit in Heerlen.
- International Standard Name Identifier: 0000 0000 3362 9121
- Library of Congress Control Number: n81118869
- Nederlandse Thesaurus van Auteursnamen: 070385467
- Parlement.com: vg09llo0avws
- Virtual International Authority File: 48092275
- WorldCat: E39PBJqbmDfb7BpBxfC8VxjHmd